# Stjepovo
Stjepovo este un sat din municipiul Podgorica, Muntenegru. Conform datelor de la recensământul din 2003, localitatea are 59 de locuitori (la recensământul din 1991 erau 169 de locuitori).

## Demografie
În satul Stjepovo locuiesc 52 de persoane adulte, iar vârsta medie a populației este de 43,7 de ani (44,5 la bărbați și 43,0 la femei). În localitate sunt 13 gospodării, iar numărul mediu de membri în gospodărie este de 4,54.
|  |

| Demografie | Demografie | Demografie |
| An         | Locuitori  | Locuitori  |
| ---------- | ---------- | ---------- |
|            |            |            |
|            |            |            |
|            |            |            |
|            |            |            |
| 1948       | 168        |            |
| 1953       | 178        |            |
| 1961       | 189        |            |
| 1971       | 231        |            |
| 1981       | 285        |            |
| 1991       | 169        | 145        |
| 2003       | 77         | 59         |

| \| Componența etnică conform recensământului din 2003[2] \| Componența etnică conform recensământului din 2003[2] \| Componența etnică conform recensământului din 2003[2] \| Componența etnică conform recensământului din 2003[2] \| Componența etnică conform recensământului din 2003[2] \| \| ----------------------------------------------------- \| ----------------------------------------------------- \| ----------------------------------------------------- \| ----------------------------------------------------- \| ----------------------------------------------------- \| \| \| \| \| \| \| \| Albanezi \| Albanezi \| \| 59 \| 100% \| \| necunoscută \| necunoscută \| \| 0 \| 0% \| |             |  |    |      |
| Componența etnică conform recensământului din 2003 |             |  |    |      |
| |             |  |    |      |
| Albanezi | Albanezi    |  | 59 | 100% |
| necunoscută | necunoscută |  | 0  | 0%   |